# Psychrophrynella
Psychrophrynella é um gênero de anfíbios da família Craugastoridae.
As seguintes espécies são reconhecidas:
- Psychrophrynella adenopleura (Aguayo-Vedia & Harvey, 2001)
- Psychrophrynella ankohuma (Padial & De la Riva, 2007)
- Psychrophrynella bagrecito (Lynch, 1986)
- Psychrophrynella boettgeri (Lehr, 2006)
- Psychrophrynella chacaltaya (De la Riva, Padial & Cortéz, 2007)
- Psychrophrynella chirihampatu Catenazzi & Ttito, 2016
- Psychrophrynella condoriri (De la Riva, Aguayo & Padial, 2007)
- Psychrophrynella guillei (De la Riva, 2007)
- Psychrophrynella harveyi (Muñoz, Aguayo & De la Riva, 2007)
- Psychrophrynella iani (De la Riva, Reichle & Cortéz, 2007)
- Psychrophrynella iatamasi (Aguayo-Vedia & Harvey, 2001)
- Psychrophrynella illampu (De la Riva, Reichle & Padial, 2007)
- Psychrophrynella illimani (De la Riva & Padial, 2007)
- Psychrophrynella kallawaya (De la Riva & Martínez-Solano, 2007)
- Psychrophrynella katantika (De la Riva & Martínez-Solano, 2007)
- Psychrophrynella kempffi (De la Riva, 1992)
- Psychrophrynella pinguis (Harvey & Ergueta-Sandoval, 1998)
- Psychrophrynella quimsacruzis (De la Riva, Reichle & Bosch, 2007)
- Psychrophrynella saltator (De la Riva, Reichle & Bosch, 2007)
- Psychrophrynella usurpator De la Riva, Chaparro & Padial, 2008
- Psychrophrynella wettsteini (Parker, 1932)